# Carlos Almánzar (beisbolista)
Carlos Manuel Almánzar Girón (nacido el 6 de noviembre de 1973 en Santiago) es un lanzador dominicano que jugó en las Grandes Ligas de Béisbol. Lanzó para los Azulejos de Toronto, Padres de San Diego, Yanquis de Nueva York, Rojos de Cincinnati, y Rangers de Texas. También lanzó en las ligas menores para las filiales de los Bravos de Atlanta y los Medias Rojas de Boston.
Almánzar estuvo involucrado en un infame incidente en el que participaron algunos de sus compañeros de los Rangers y fanáticos de los Atléticos de Oakland el 13 de septiembre de 2004, dando lugar finalmente a que su compañero de equipo Frank Francisco arrojara una silla a las gradas y golpeara a un fanático, causándole una cortadura. Fue suspendido brevemente por el incidente.
El 4 de octubre de 2005, Almánzar, quien había perdido la mayor parte de la temporada 2005 debido a un ligamento del codo roto que requería una cirugía Tommy John para repararlo, fue  suspendido por 10 días por las autoridades de la MLB por fallar una prueba de esteroides. Él indicó que apelaría la suspensión.
En 2008, Almánzar no jugó con ningún equipo durante la temporada regular, pero jugó para Leones del Escogido en la Liga Dominicana de Invierno, donde se fue de 2-0 con una efectividad de 1.80 después de 6 partidos.
El hijo de Carlos, Michael Almánzar, firmó un contrato con los Medias Rojas de Boston como agente libre internacional. Fue galardonado con un bono de $1.5 millones, el bono más grande que los Medias Rojas han dado a un agente libre internacional. Juega la tercera base y comenzó la temporada 2008 jugando para la Gulf Coast League antes de recibir un ascenso al equipo Single-A, Greenville Drive.